# Ejvind Hansen
Ejvind Willy Hansen (født 28. juli 1924 i Fodslette, død 19. december 1996 i Odense) var en dansk kajakroer, der deltog i to olympiske lege i årene efter anden verdenskrig.

## Kajakkarriere
Snedkersvenden Ejvind Hansen indledte sin karriere i 1941 i Kajakklubben Delfinen i Odense, og han viste sig snart som en særdeles dygtig kajakroer. Han vandt adskillige danske mesterskaber, i begyndelsen i enerkajak (1944-1946), men han satsede efterfølgende på OL-udtagelse i toerkajakken sammen med den noget ældre holdkammerat, Bernhard Jensen. Satsningen lykkedes, og duoen blev udtaget for Danmark til OL 1948 i London. I det indledende heat vandt de to ganske overlegent. I finalen førte parret det meste af vejen, men på det sidste stykke blev de overhalet af tre både. Med opbydelsen af de sidste kræfter lykkedes det dog at komme tilbage og overhale to af disse igen, men svenske Hans Berglund og Lennart Klingström holdt spidsen og vandt guld foran danskerne, blot 0,2 sekunder efter, mens finske Ture Axelsson og Nils Björklöf fik bronze, mere ende et sekund efter danskerne.
Samme år stillede de to roere også op til VM i toerkajakken på 500 m distancen og vandt bronze, lige som de begge (sammen med Finn Kobberup og Poul Agger)  hente bronzede i enerkajakstafet over 4×500 m. To år senere, hvor VM fandt sted på Bagsværd Sø, vandt Ejvind Hansen sølv i stafetten sammen med Agger, Kobberup og Andreas Lind.
Ved det følgende OL i 1952 i Helsinki stillede Hansen op i enerkajak på 10.000 m distancen. Trods sytten deltagende kajakker blev der alene roet finalen, og her opnåede Ejvind Hansen en fjerdeplads, lidt mere end fire sekunder fra bronzemedaljen.
Hansen indstillede sin aktive karriere efter OL i 1952.